# Möckernstraße
Die Möckernstraße ist ein Verkehrsweg im Berliner Bezirk Friedrichshain-Kreuzberg, Ortsteil Kreuzberg. Sie verläuft in nord-südlicher Richtung von der Stresemann- bis zur Kreuzbergstraße und führt dabei mit der Möckernbrücke über den Landwehrkanal. An die Westseite der Straße grenzen der Elise-Tilse-Park und der Park am Gleisdreieck, der am 2. September 2011 eröffnet wurde. Von der Straße führen Treppen und barrierefreie Rampen in das leicht erhöht liegende Parkgelände.

## Straßengeschichte
Die Straße wurde am 7. Februar 1850 mit dem Namen Militärstraße eingeweiht (erste Schreibweise: Militair-Straße). Zu dieser Zeit sind lediglich zwei Wohnhäuser angegeben. Die Namensvergabe orientierte sich am Weg der Berliner Garnison zum Exerzierplatz auf dem Tempelhofer Feld.
Für die Straßenumbenennung am 31. Oktober 1864 im Zusammenhang mit der Anlage das Generalszuges kommen zwei Gefechte aus den Befreiungskriegen im Jahr 1813 infrage:
- Nach dem Ort Möckern im Jerichower Land. Sie würde damit an das Gefecht bei Möckern am 5. April 1813 erinnern, bei dem die französischen Truppen erstmals durch die preußisch-russische Armee unter Führung von General Yorck von Wartenburg geschlagen wurden.
- Nach dem Vorgefecht der Völkerschlacht bei Leipzig in dem heutigen Vorort von Leipzig im Oktober 1813, an dem General Yorck ebenfalls beteiligt war.

Im Berliner Adressbuch von 1919 wird letztere Erklärung gegeben.
Ursprünglich sollte sie von der damals hier verlaufenden Yorckstraße (heute: Hornstraße) gekreuzt werden, die Kreuzung sollte nach dem General Wartenburgplatz heißen. Wegen der Verschwenkung der Yorckstraße wurde dieser Plan nicht umgesetzt. Ihre Lage bei der Aufnahme in das Adressbuch wurde angegeben mit Vor dem Halleschen Thor. In diesem Jahr verfügte sie bereits über 147 Hausnummern, ihre Lage wurde mit An der Hirschelstraße notiert.
Die Fraktion von Bündnis 90/Die Grünen brachte 2019 einen Antrag zur „Entmilitarisierung des öffentlichen Raums“ in die Bezirksverordnetenversammlung (BVV) Friedrichshain-Kreuzberg ein, um einen öffentlichen Diskurs und Beteiligungsprozess über eine mögliche Umbenennung der Möckernstraße und den anderen im Bezirk nach Generälen und Schlachten benannten Straßen und Plätze zu initiieren.

## Besonderheiten
Die Möckernstraße weist in drei Abschnitten eine unterschiedliche Bebauung aus. Im südlichen Teil zwischen Kreuzbergstraße und Yorckstraße sind Mietshäuser aus der zweiten Hälfte des 19. Jahrhunderts erhalten. Die benachbarten Bauten Möckernstraße 66–69 bilden zusammen mit dem Gebäude Kreuzbergstraße 27/28 ein denkmalgeschütztes Bauensemble. Das Haus mit der Nummer 66 wurde 1872/1873 nach Plänen von Paul Casper gebaut, das Haus Nummer 67 entwarf der Architekt Götz in den Jahren 1884/1885 und die Villa Nummer 69 plante L. Timm (erbaut zwischen 1872 und 1880). Zum Ernst-Gettke-Haus, Hausnummer 68, siehe unten.
Im mittleren Abschnitt der Möckernstraße zwischen Yorckstraße und Landwehrkanal dominieren Mietshäuser, die nach dem Zweiten Weltkrieg errichtet wurden. Im nördlichen Straßenteil zwischen Landwehrkanal und Stresemannstraße gibt es nur öffentliche und Verwaltungsbauten, die aber zum Teil nicht mehr genutzt werden. Da die Möckernstraße zwischen Stresemannstraße und Landwehrkanal entlang des ehemaligen Anhalter Bahnhofs und zwischen Landwehrkanal und Yorckstraße entlang des dazugehörigen Güterbahnhofs verlief, beschränkt sich die Randbebauung in den zwei Straßenabschnitten fast ausnahmslos auf die östliche Straßenseite.

### Amtsgericht Kreuzberg

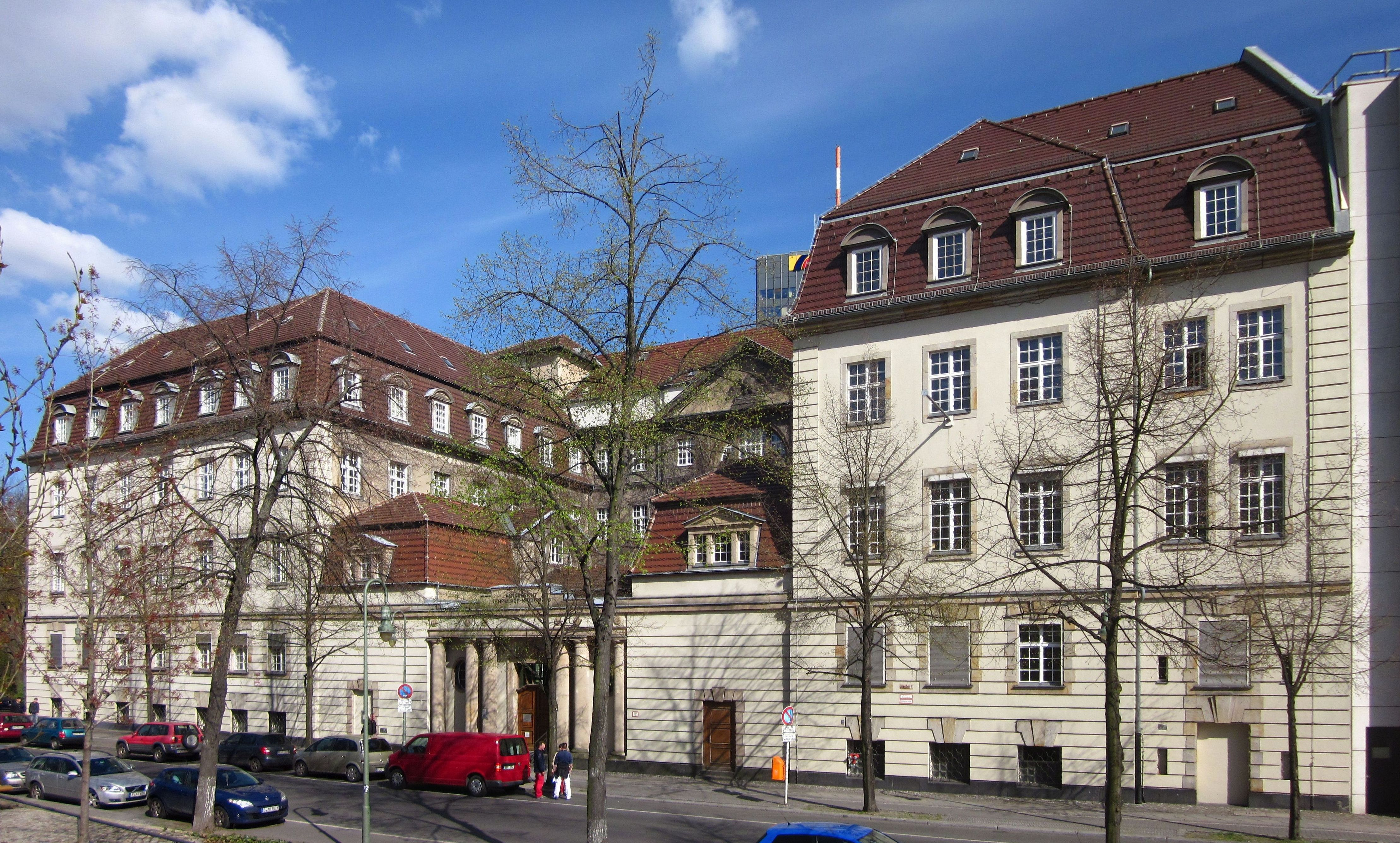
Altbau des Amtsgerichts Kreuzberg, Möckernstraße 128–130

Das Amtsgericht Kreuzberg befindet sich in der Möckernstraße 128–130 und wurde 1882–1885 ursprünglich als Amtsgericht Berlin II auf dem Nachbargrundstück am Halleschen Ufer zusammen mit dem Landgericht Berlin II errichtet. Dabei handelte es sich um einen Bau im Stil der Neorenaissance. 1899 wurde das Gericht umbenannt in Amtsgericht Tempelhof und in den Jahren 1915–1921 erfolgte eine bauliche Erweiterung an der Möckernstraße unter Leitung des Architekten Ernst Heinrich Petersen und des Regierungsbaumeisters Erich Meffert, die auf Plänen der Hochbauabteilung des Reichsfinanzministeriums beruhte. Dabei wurden vier Flügel im neobarocken Stil angebaut.
Während des Zweiten Weltkriegs wurde das Hauptgebäude stark beschädigt und in der Folge abgerissen. 1945 zog das Amtsgericht Kreuzberg in den verbliebenen Gebäudekomplex ein, ein Jahr später auch wieder das Amtsgericht Tempelhof und nach zwei Jahren wurden beide zu einem Gericht vereinigt. Oswald Mathias Ungers erweiterte das mittlerweile denkmalgeschützte Haus zwischen 1993 und 1995 auf der zum Halleschen Ufer gelegenen Seite durch einen fünfgeschossigen, mit hellen Sandsteinplatten verkleideten Neubau mit deutlichem Vorbau. Außerdem wurde ein Pavillon aus rotem Sandstein als „Kinderhaus“ vor das Gebäude gebaut.

### Verwaltungsgebäude Orenstein & Koppel

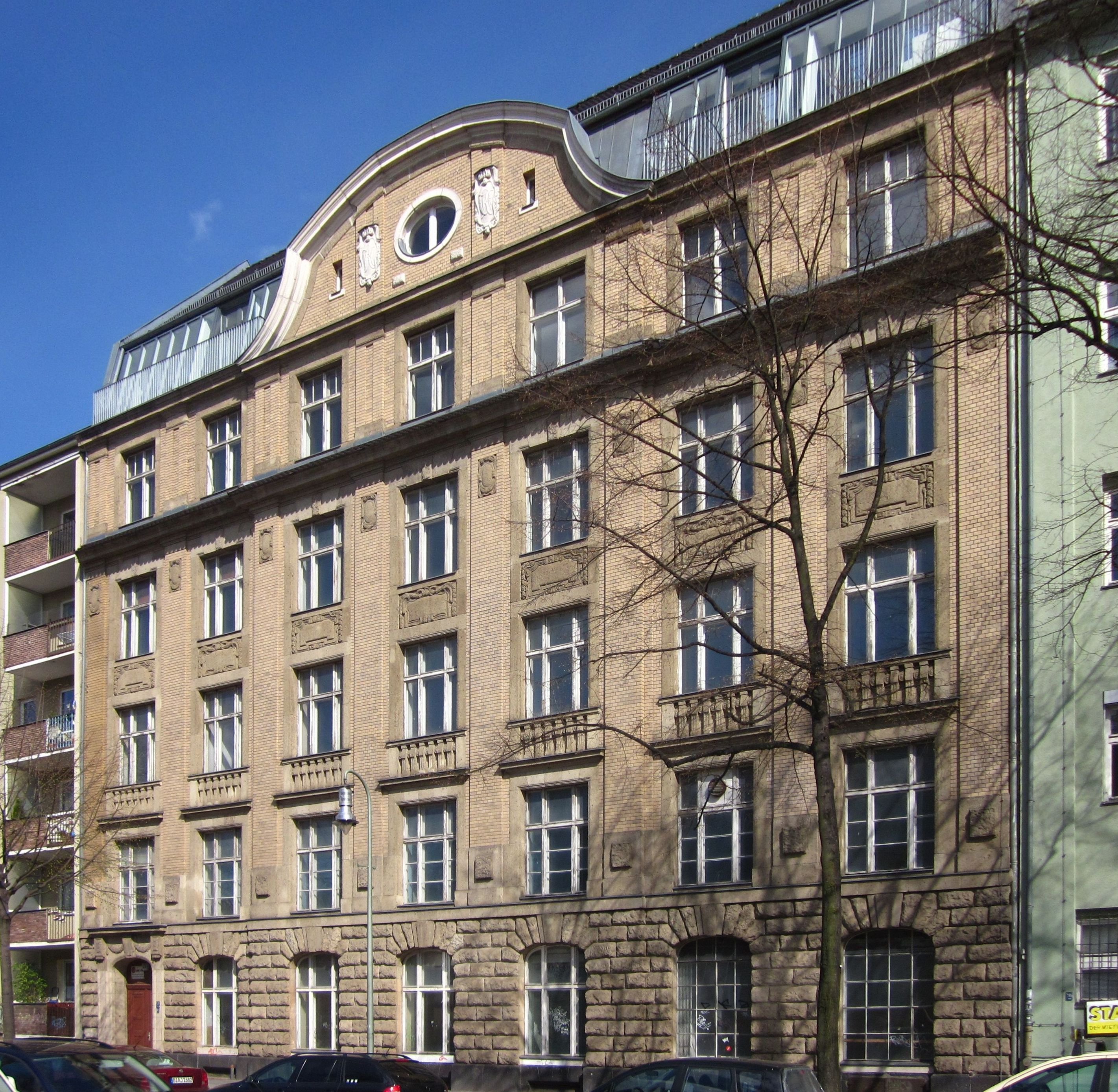
Ehemaliges Verwaltungsgebäude Orenstein & Koppel, Möckernstraße 120/120a

Das ehemalige Verwaltungsgebäude der Orenstein & Koppel OHG in der Möckernstraße 120/120a wurde in den Jahren 1909 und 1910 durch das Architektenduo Wilhelm Cremer und Richard Wolffenstein (Cremer & Wolffenstein) errichtet. Ein nahegelegenes und von den gleichen Architekten stammendes zweites Verwaltungsgebäude von Orenstein & Koppel am Tempelhofer Ufer 23–24 entstand 1913. Die Orenstein & Koppel AG war eine Handelsagentur für Feld- und Kleinbahnen, die von Benno Orenstein und seinem Partner Arthur Koppel 1876 gegründet worden war. Das mehrmals umstrukturierte Unternehmen war bis 1981 hauptsächlich im Lokomotivenbau tätig.
Die Fassade der Möckernstraße 120/120a ist mit Muschelkalkplatten und weißem Klinker verkleidet. Das denkmalgeschützte Gebäude steht im Gegensatz zum Bau am Tempelhofer Ufer heute leer.

### Postamt SW 11

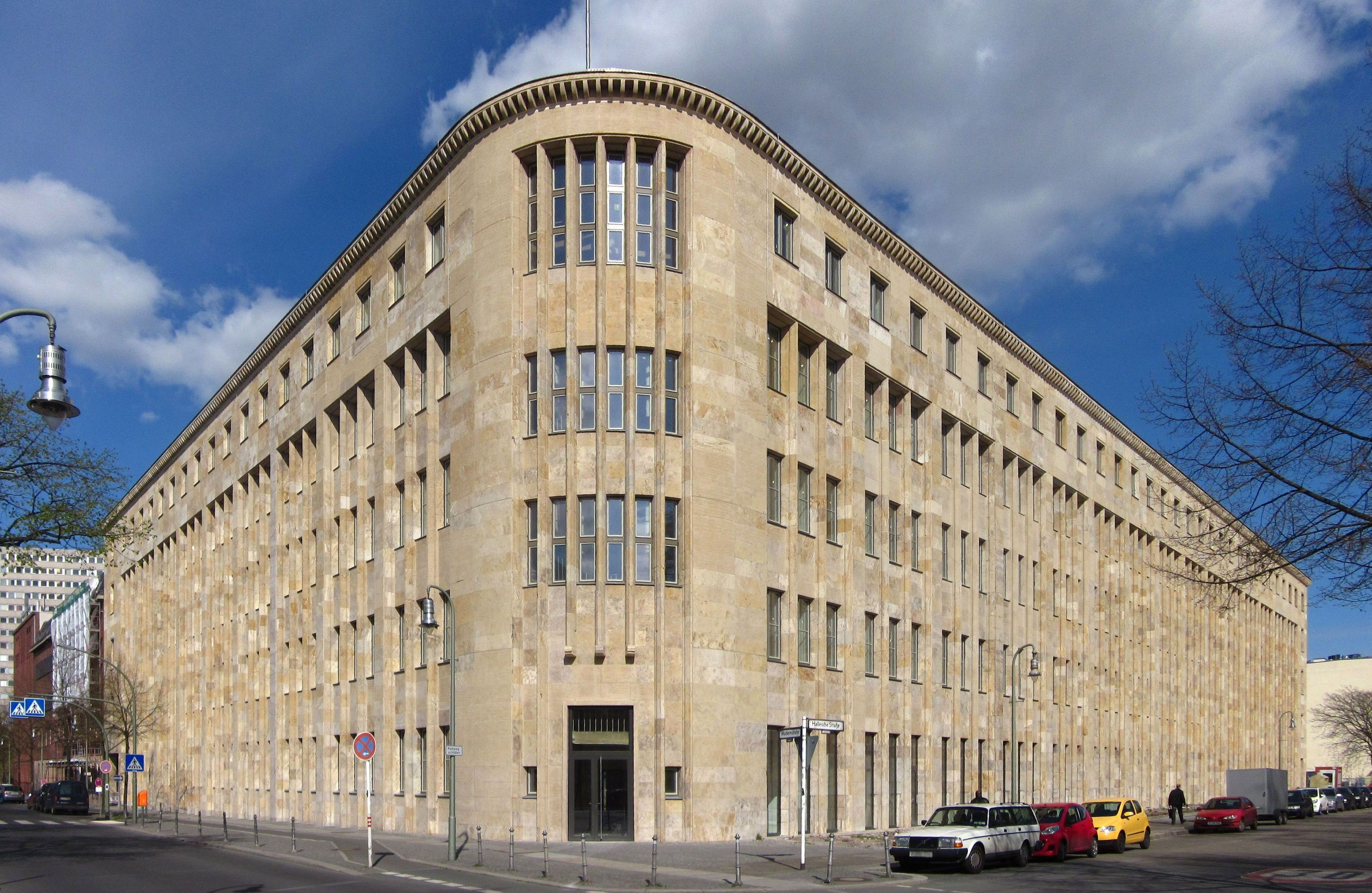
Aus dem ehemaligen Postamt 11, Ecke Möckern- und Hallesche Straße, ist das Hotel Crowne Plaza Berlin – Potsdamer Platz geworden

Das ehemalige Postamt SW 11 befindet sich an der Möckernstraße 135–141 / Ecke  Hallesche Straße 10–14 und ist eines der wenigen erhaltenen Großgebäude in Kreuzberg aus der NS-Zeit. Nach Plänen von Kurt Kuhlow wurde 1933/1934 ein erster viergeschossiger Gebäudeteil aus roten Klinkern errichtet. In den Jahren 1935/1936 erweiterte Kuhlow in Zusammenarbeit mit Georg Werner das Postamt mit einem fünfgeschossigen Stahlskelettbau, der mit Muschelkalk und Travertin verkleidet und durch mehrere Pfeiler gegliedert ist. Eine Ecke dieses Bauteils ist abgerundet und führt die Gliederung durch die Pfeiler weiter. Das Gebäude in der typischen Architektur des Nationalsozialismus hat durch seine stabile Bauweise die alliierten Luftangriffe des Zweiten Weltkriegs und die Schlacht um Berlin mit vergleichsweise geringen Beschädigungen überstanden und steht unter Denkmalschutz.
Bei Luftangriffen konnte das Personal des Postamtes den Anhalter Hochbunker am benachbarten Anhalter Bahnhof durch einen Tunnel erreichen. Dieser sogenannte „Posttunnel“ wurde im Jahr 2000 teilweise abgerissen und „zur Schöneberger Straße hin verschlossen.“ Im bestehenden Teil „sind noch Wandbeschriftungen („Fluchtweg zum Luftschutzraum der Reichsbahn“) erhalten.“
Von der Reichspost als Groß-Briefverteileramt Südwest 11 (SW 11) konzipiert, war es zuständig für die Briefverteilung im südlichen Berlin und galt zu der Zeit als weltweit größte Einrichtung dieser Art. Die Verbindung mit dem zweiten großen Berliner Verteilamt im damaligen Stettiner Bahnhof stellten die Züge der S-Bahn bereit (heutige Linien S1 und S2), die ab Oktober 1939 durch den neuen Nord-Süd-Tunnel fuhren. Nach der Teilung Berlins leitete die Einrichtung ab 1962 als „Postamt 11“ die Briefverteilung des gesamten Westteils der Stadt. Das Gebäude war nach dem Mauerfall den steigenden Anforderungen nicht mehr gewachsen und die Aufgaben des aufgelösten Postamtes 11 übernahm Mitte der 1990er Jahre das an der Eresburgstraße im Schöneberger Industriegebiet neu gebaute Briefzentrum 10.
Unter dem Arbeitstitel „Hotel Postpalais“ bauten Pott Architects Ltd. Berlin/London die 21.000 m² Bruttogeschossfläche des fünfgeschossigen Baus um. Das vom Potsdamer Platz über 1 Kilometer entfernt liegende Hotel wurde 2013 von der InterContinental Hotels Group (IHG) als Crowne Plaza Berlin – Potsdamer Platz neu eröffnet.

### Ernst-Gettke-Haus

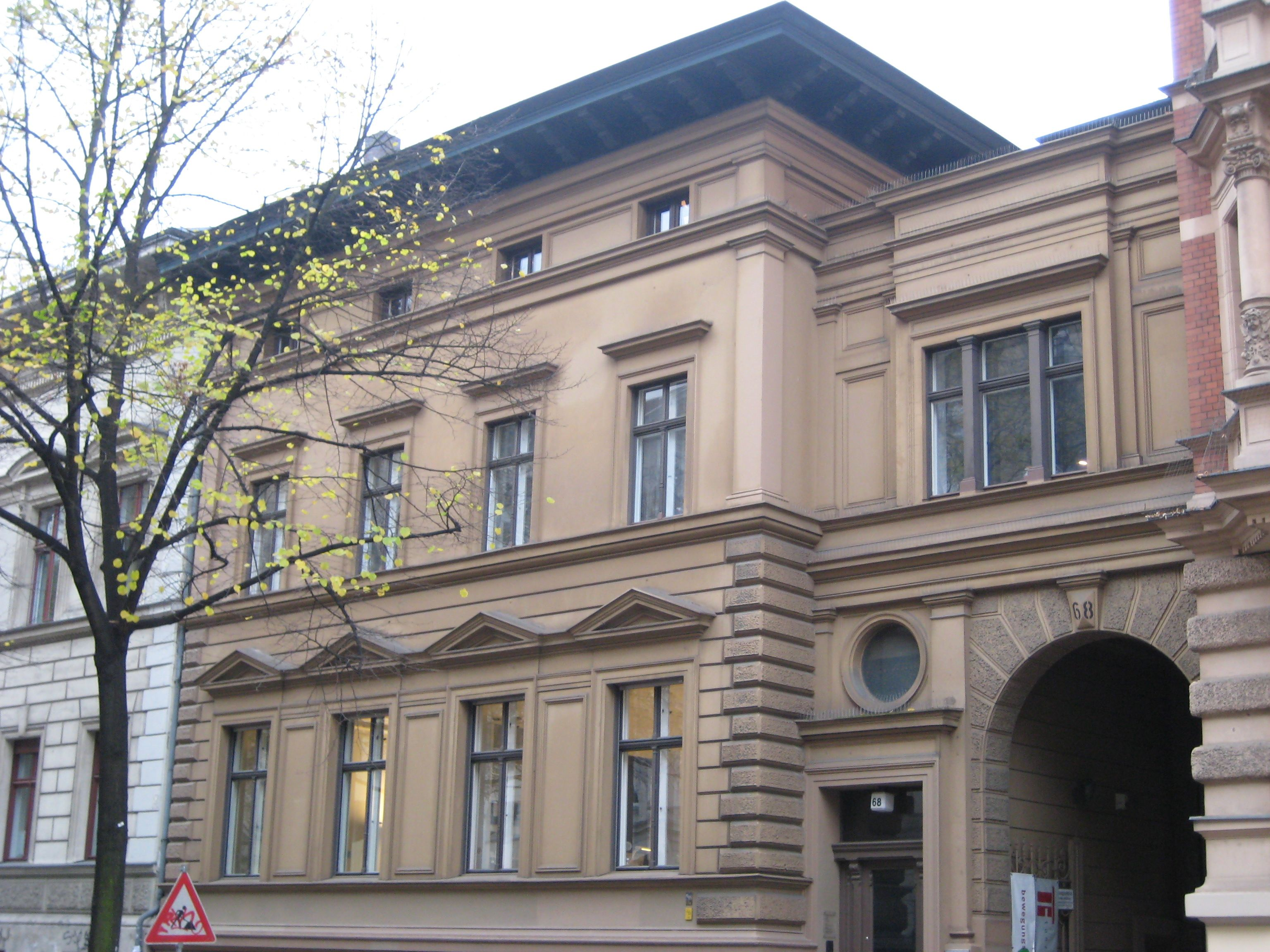
Villa des Ernst-Gettke-Hauses, Möckernstraße 68

Das Ernst-Gettke-Haus befindet sich inmitten eines Gewerbehofs in der Möckernstraße 68, das aus einer gründerzeitlichen Fabrikantenvilla mit Garten und mehreren dahinterliegenden Gebäuden besteht. Das fünfgeschossige Fabrikgebäude wurde 1883 durch das Architektenbüro Blumberg & Schreiber als Sitz der Kindermann & Co. Lampenfabrik errichtet. Das Gesamtgelände ist rund 4000 m² groß. Das Ernst-Gettke-Haus steht als Teil des Gebäudeensembles Möckernstraße 66–69 und Kreuzbergstraße 27/28 unter Denkmalschutz. Die Lampenfabrik war bis zum Ersten Weltkrieg auf dem Gelände ansässig. Danach wurde das Bauwerk bis zum Zweiten Weltkrieg von verschiedenen Handwerksbetrieben sowie einer Fabrik der Metallwerke Minerva, einem Getränkehändler und einer Konservenfabrik genutzt. In der  Nachkriegszeit bezogen ein Schuhversandhandel, ein Arzneimittelgroßhändler sowie ein Lagerhaus für Sanitärartikel die Gebäude. 1976 wurde das Grundstück für die Axel Springer Stiftung erworben, die die Erträge aus der Vermietung für soziale Zwecke verwendet (Aenne und Heinz Ullstein Fonds). In dem Zuge wurde das frühere Fabrikgebäude nach dem Theaterschriftsteller Ernst Gettke benannt.
Im 21. Jahrhundert werden die Gebäude des Gewerbehofs Möckernstraße 68 unter anderem von der Tanzfabrik Berlin und weiteren Kulturvereinen sowie als Künstlerateliers genutzt. In der direkt an der Möckernstraße gelegenen Villa hatte 1992–2005 das Berliner Zentrum der römisch-katholischen Einrichtung Opus Dei seinen Sitz.

## Gedenktafeln

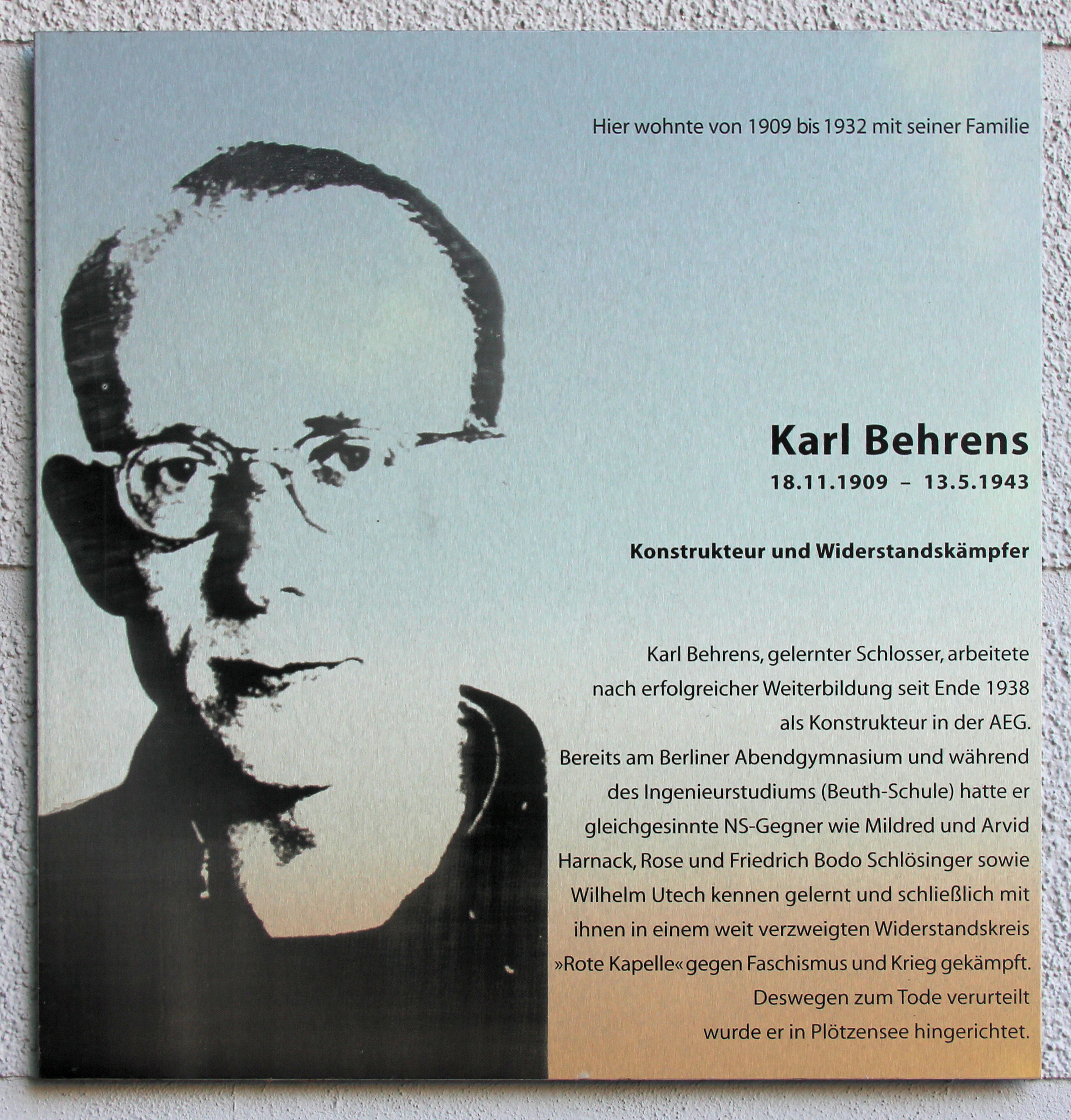
Gedenktafel für Karl Behrens

- Am Haus Möckernstraße 91 erinnert eine Gedenktafel an den Widerstandskämpfer Karl Behrens, der mit seiner Familie hier von 1909 bis 1932 wohnte.[13]